# Giri (japanska kultura)
Giri (na japanskom: 義理) označava skup etičkih pravila koja Japanci poštuju. Ne postoji odgovarajući prevod ove japanske reči i od svih moralnih obaveza na koje antropolozi nailaze u proučavanjima kulture ona je jedna od najtežih za razumevanje. Može se reći da je giri proizvod ,,orijentalnog budizma” i kineskog konfučijanizma. Nijedan Japanac neće pričati o moralnim dilemama a da ne govori o giriju. Za Zapadnjaka giri podrazumeva veoma heterogenu listu obaveza koje idu od zahvalnosti za ljubaznost do primoranosti na osvetu. Čak ni japansko-japanski rečnici ne iskazuju jasno značenje ovog termina. Jedna od definicija girija iz rečnika je ,,pravi put, put kojim treba da idu ljudi čak iako je protiv njihove vlastite volje, da bi osigurao oproštaj od sveta". Izraz ,,protiv vlastite volje" ukazuje na to da je dug koji je definisan ovom kategorijom zapravo najveći dug.

## Giri kao deo japanske kulture

### Giri prema svetu i giri prema svome imenu
Postoje dve vrste girija: giri prema svetu i giri prema svome imenu. Giri prema svetu je obaveza i dug koji pojedinac ima prema svojoj okolini, prema svetu (porodici sa kojom je ušao, brakom, u rodačke odnose) a giri prema svom imenu je dug koji pojedinac ima prema očuvanju poštovanja i ugleda svoga imena. Brak je u Japanu ugovor izmedu dveju porodica i poštovanje svih uslova i obaveza koje ovakav ugovor donosi sa sobom tokom celog života jeste postupanje prema giriju. Giri je najjači u pogledu ponašanja prve generacije, tj. u pogledu dece u odnosu na roditelje i u pogledu mlade žene u odnosu na svekrvu. Obaveze koje ima muž prema svom tastu i tašti su nešto drugačije ali su jednako važne i mora ih poštovati po svaku cenu. Najgora optužba koja se može izneti na teret čoveka koji želi da bude priznat i poštovan jeste da ,,ne zna giri”, tj. Ne zna da ispuni svoje obaveze. Nije samo obaveza prema supružničkoj porodici u užem smislu giri. Pod obavezu u dug tipa giri spada proširena porodica, strine, ujaci i ujne i čitava rodbina. U Japanu se tako često desi da osoba od koje se traži pomoć nije nikada lično primila uslugu od strane koja traži ,,kontrauslugu”, već da se ,,zaduživanje" desilo u nekoj od prethodnih generacija,

### Društveni značaj girija
Vojska je takode mesto na kome se giri ispoljava u svom punom sjaju. Pojedinac duguje giri svojim pretpostavljenima kao i u izvesnoj meri i svojim saborcima koji su njegovog ranga. Ova vrsta girija je poznata i proslavljena u klasičnoj književnosti. Jedna od priča na tu temu je ,,Ronin” koja potiče iz XII veka. Pravila girija su čvrsto vezana za vraćanje duga i nisu set moralnih pravila što su to Deset Božjih zapovesti. Kad je čovek pritisnut girijem često je prisiljen da ide i preko svojih ličnih moralnih principa i kaže: ,,Nisam mogao da uradim pravednu stvar zato što sam bio pritisnut girijem." Pravila girija takođe nemaju nikakve veze sa ,,voljenjem svoga bližnjeg kao samog sebe" jer se čovek ponaša u skladu sa težnjom ka dobrom, već prema zahtevima girija, a čovek mora da postupa prema tim zahtevima jer će ga inače nazvati ,,čovekom koji ne zna za giri” i tako će biti osramoćen pred celim svetom i on i njegovo ime.
Postoji jedna karakteristika girija koja ga čini mogućim ekvivalentom dužničko-poverilačkog odnosa na Zapadu. Vratiti giri kao i vratiti dug podrazumeva vraćanje potpuno iste sume tj. usluge. Usluga ili poklon moraju da budu tačno jednaki datoj usluzi ili poklonu. Iz tog razloga se često, kada god je to moguće, vode evidencije sistema mreže poklona i poklanjanja. Giri, dakle, podrazumeva strogu ravnotežu između davanja poklona i dobijanja poklona
Takođe, ako se vraćanje girija oduži preko određenog prikladnog roka za njegovo oduživanje, dug se povećava kao što bi se stavljala kamata u zapadnom sistemu dužničko-poverilačkih odnosa. Covek koji je pritisnut svojim girijem je često primoran da vrati dug koji je mnogo veći nego što je bio na samom početku. Giri prema svom imenu je dužnost da reputacija ostane neukaljana. To je zapravo niz vrlina od kojih se neke u nizu čine Zapadnjacima medusobno suprotnim ali su prema japanskom gledištu na društvene odnose potpuno dosledne jer nisu izazvane uslugama koje je pojedinac primio jer su van tog kruga. One najvećim delom obuhvataju pravilnu etikeciju prema ljudima koji okružuju pojedinca, kao i pokazivanje stoicizma u bolu, a posebno dokazivanje profesionalnosti i veštine uprofesiji. Razlika koja postoji izmedu girija prema svom imenu i girija prema svetu ne postoji u japanskom jeziku, jer dobar čovek jednako snažno oseća uvredu koja mu je naneta kao i uslugu koja mu je učinjena, što u svakom slučaju zahteva kontrakciju. Bez obzira da li se radi o osveti ili uzvratnoj usluzi. Važno je napomenuti da se osveta, u ovom slučaju, ne smatra agresivnim ponašanjem.
Puno značenje girija u japanskoj kulturi ne može se shvatiti u potpunosti ako se ne uzmu u obzir neagresivne vrline i ponašanje koje ulazi u sastav girija prema imenu. Osveta je jedan deo odobrenog ponašanja kojem se mora pribeći ponekad, ali, u sastav tog sistema ponašanja ulaze i mnogi mirnodopski i umereni postupci. Suzdržanost i samokontrola su takođe veoma važan deo ovog sistema. Japanka upravo iz tog razloga neće jauknuti tokom porodaja, a Japanac će se u svakoj prilici uzdići iznad bola i opasnosti. Kada reke koje se izliju poplave japanska sela, svaki Japanac a bude vredan poštovanja će, bez panike i trčanja unaokolo, pokupiti u zavežljaj samo najneophodnije i potražiće sklonište na nekom visokom mestu.
Nece biti panike i lopovluka. Takvo je ponašanje karakteristično za kategoriju samopoštovanja u Japanu. Isto to važi i za samuraje. Koliko god morali da se uzdignu iznad granica fizičkog bola u nekim prilikama, toliko i ostatak populacije mora da se kontroliše dok trpi bes samuraja. Priče o stoičkom ponašanju samuraja su nadaleko poznate. Samuraji nisu smeli da pokažu da osećaju glad ni bol. Nisu smeli da pokažu ni najmanji znak patnje usled fizičkog bola, dok nisu pali mrtvi.
Giri prema svom imenu takode zahteva da pojedinac živi prikladno svome statusu u društvu. Ako mu ne pođe za rukom da to uradi, nema prava da poštuje samog sebe. Jedan od drastičnih primera za to jeste dugačka lista direktora škola koji su izvršili samoubistvo zato što, tokom požara u školama, nisu uspeli da zaštite ili sačuvaju sliku Cara na zidovima učionica. Pored toga, veliki je broj učitelja izgoreo pokušavajući da ude u školu u plamenu da bi spasli sliku. Na taj način, svojom smrću, oni su dokazali da poznaju svoj giri prema imenu i odanost prema Caru.
Giri prema vlastitoj profesiji je takode veoma važan aspekt ovog koncepta ali ga ne treba mešati sa zapadnjačkom idejom o principu najviših profesionalnih standarda. Razlika je u tome što profesor zbog girija ne može da prizna neznanje čak ako nešto zaista ne zna. Čak i ako predaje engleski jezik posle samo nekoliko godina formalnog školovanja, on neće priznati da postoji neko ko je u stanju da ga ispravi. Isti je slučaj i sa poslovnim ljudima. Oni nikada neće javno priznati da plan ili odluka koju su doneli nije imala željeni efekat. Diplomata takođe nikada neće priznati da su njegova inicijativa ili predlog propali. Osetljivost te situacije je posebno očigledna u slučaju kada se radi o ,,sukobu” dveju strana - dva čoveka. Čak i ako je reč o jednostavnom izboru za radno mesto ili gubitku na nekom takmičenju, osoba koja je poražena mora da ,,nosi sramotu”, što je u mnogim slučajevima vrlo deprimirajuća činjenica i izaziva veliki društveni pritisak. Iz tog razloga je čitav sistem klasnih pravila usmeren ka smanjivanju situacija u kojima bi moglo doći do takmičenja. Isti je slučaj i sa porodičnim odnosima u kojima otac i sin nisu u odnosu nadmetanja, kao što su to na Zapadu.
Sveprisutna ideja o posredniku kao rešenju je, takođe, često od pomoći prilikom izbegavanja potencijalnih takmičarskih situacija. Posrednik odgovara i zastupa interese i jedne i druge strane. To je u zapadnjačkom kulturnom kontekstu teško zamisliti kao funkcionalno u praksi, jer bi motivacija posrednika da pomogne i jednoj i drugoj strani bila vrlo teško ostavariva. Međutim, u japanskom slučaju motivacija u posredničkom poslovanju je u tome da se dobije prestiž i divijenje zajednice zbog uspešne manipulacije i izbegavanja direktnog sukoba. Iz tog razloga je verovatnoća uspešnosti pregovora vrlo velika jer se u ceo proces ego i lična reputacija samog posrednika i to pred celom zajednicom. Etikecija je tako organizovana da ukazuje i čini vidljivim sramne situacije koje bi mogle dovesti u pitanje giri čoveka prema njegovom imenu. Etikecija takođe zahteva da se malo ili nimalo priznanja da projektima koji nisu završeni uspešno ili se njihovo uspešno okončanje ne očekuje sasvim izvesno. Iz tog razloga se čini sve što je u posrednikovoj moći da se prvi susret među budućim mladencima organizuje kao slučajan, u parku ili na nekom drugom javnom mestu, kako bi se kasnije u slučaju neuspeha mogla poricati bilo kakva namera da do braka i dođe, od strane obe strane.
Na takve i mnoge druge načine Japanci izbegavaju situacije koje bi mogle da, u slučaju neuspeha, dovedu do sramoćenja. lako polažu veliku pažnju na svoje ime i osvetu za uvredu, oni se trude da izbegnu situacije u kojima bi mogli da dožive uvredu, koliko je to moguće. 

## Giri i samoubistvo
Jedan od najagresivnijih činova prema sebi, koji se često opravdava osvetljavanjem obraza i imena jeste samoubistvo. Za Japance, samoubistvo nije atak na svetinju života, kao što bi to bilo za većinu Zapadnjaka, već je častan i svrsishodan čin ako je primeren situaciji i okolnostima. Neki japanski stručnjaci tvrde da je sklonost ka samoubistvima nova u Japanu. To je teško proceniti jer su statistike iz predratnih decenija nepouzdane. Samoubistvo je okarakterisano većim stepenom mazohizma nego što je to bio slučaj u periodu Tokugava i čak u periodu Meiđi. U tome periodu smrt je bila neizbežna u nekim situacijama zbog snage osećaja girija i odgovornosti prema njemu. Danas je to izbor. Čovek se pre okreće ubijanju sebe nego osveti i ubijanju nekog drugog. Samoubistvo, koje je u feudalnim vremenima poslednji i najveći dokaz snage i hrabrosti, postalo je u modernim vremenima stvar ličnog izbora. Samoubistvo je preraslo u poslednji čin tendencije da se pribegne samodestrukciji umesto agresiji u slučaju povređenog girija. Agresija, koja je unutrašnje usmerena na samog čoveka, može samo da izazove depresiju te stoga ne bi bila dovoljno efektivna u pokušaju čuvanja imena.
Etički kod kakav ima Japan, koji zahteva vraćanje duga po svaku cenu, može se okarakterisati kao kod koji zahteva drastično prenebregavanje vlastitih osećanja kao zla koje treba iskoreniti. To je klasična budistička doktrina i samim je time nenadujuće da Japan nije tako netrpeljiv prema uživanjima svih pet čula. Uprkos činjenici da je Japan jedna od velikih budističkih nacija sveta, etička praksa u ovoj zemlji se trenutno umnogome kosi sa učenjem Bude Gautame i svetim budističkim spisima. Japanci ne osuđuju samonagradivanje i nisu puritanci.
Japanski etički kod zahteva da se život živi pod velikom tenzijom. Zapadnjaci najvećim delom smatraju da zadovoljstva ne treba ,,učiti". Čovek se može odlučiti da se odupire zadovoljstvima ili da ne uživa u njima, ali se odriče poznatoga i odole poznatim izazovima. Zadovoljstva se u Japanu uče potpuno isto kao i dužnosti. Japanski pogled na uživanje se svodi na negovanje fizičkih zadovoljstava i potom uspostavljanja koda po kome su ova zadovoljstva upravo ono u čemu se ne sme uživati ako se želi živeti ,,ozbiljan život". Japanci neguju i kultivišu svoj ukus u telesnim zadovoljstvima isto kao što to rade i u slučaju umetnosti, ali kad ih savladaju u potpunosti, žrtvuju ih zarad dužnosti.

## Spoljašnje veze
- Profesorka Namiko Abe o giriju
- Giri u sklopu borilačke veštine